# Haustório

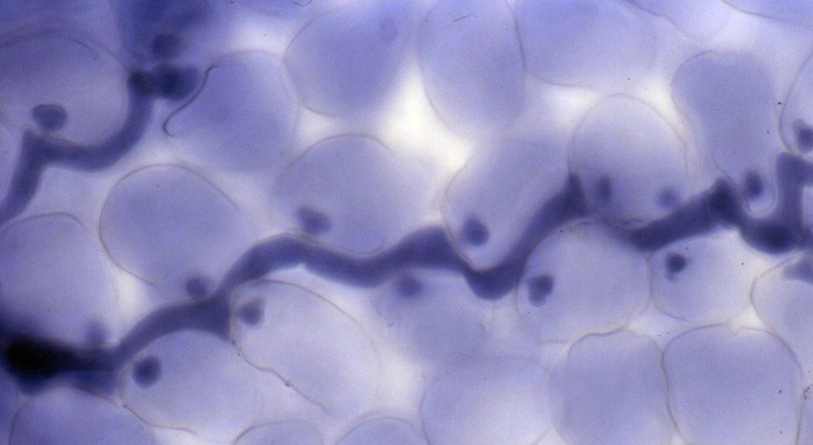
Hyaloperonospora parasitica: Hifa & haustório

Em botânica e micologia, haustório é uma estrutura modificada que cresce em direção a outra estrutura (ou ao redor dela) para absorver água ou nutrientes.
Em micologia, refere-se ao anexo ou porção de um fungo parasita que invade o citoplasma da célula do hospedeiro absorvendo nutrientes. Em fungos que parasitam plantas, os haustórios microscópicos penetram na parede celular da planta hospedeira e sugam nutrientes do espaço entre a parede celular e a membrana plasmática, mas não penetram na própria membrana. No caso dos fungos endomicorrízios, recebe a denominação de arbúsculo. O haustório forma-se a partir de hifas intercelulares, apressórios ou de hifas externas.
Em botânica, os haustódios são raízes sugadoras aéreas, típicas de plantas holoparasitas e hemiparasitas. A semente dessas plantas germina sobre o caule de uma planta hospedeira. Forma-se uma raíz que se orienta verticalmente em relação à superfície desse caule. Desenvolve-se, então, um órgão de contato que cresce pouco a pouco, denominado apressório. Do interior desse órgão de fixação, partem raízes, os haustórios, que penetram até atingir os vasos condutores da planta hospedeira.
1. ↑  Szabo, Les (2001). «Hidden robbers: The role of fungal haustoria in parasitism of plants». PNAS. PMC 35395. doi::10.1073/pnas.151262398 Verifique  |doi= (ajuda)